# Puchar Polski w piłce siatkowej kobiet (2019/2020)
Puchar Polski w piłce siatkowej kobiet 2019/2020 – 63. sezon rozgrywek o siatkarski Puchar Polski odbywający się od 1932 roku.

## System rozgrywek
Rozgrywki składały się z dwóch rund, ćwierćfinałów i turnieju finałowego. Drużyny, które grają w I i II lidze rozpoczynają od 1. rundy. Następnie w 2. rundzie grają zwycięzcy z 1. rundy. W ćwierćfinale rozpoczną się rozgrywki drużyn z Ligi Siatkówki Kobiet oraz zwycięzcy 2 rundy. Turniej rozgrywany jest systemem pucharowym - przegrana drużyna odpada. Gospodarzem w rundach wstępnych jest drużyna, która zajęła niższą pozycję w klasyfikacji końcowej lub z niższej ligi. Gospodarzami meczów pomiędzy drużynami Ligi Siatkówki Kobiet jest drużyna wyżej sklasyfikowana po pierwszej rundzie fazy zasadniczej sezonu 2018/2019.

## Drużyny uczestniczące
| Liga Siatkówki Kobiet 6 drużyn | Liga Siatkówki Kobiet 6 drużyn |
| ------------------------------ | ------------------------------ |
| Chemik Police                  | zwycięzca                      |
| KS Developres Rzeszów          | finał                          |
| DPD Legionovia Legionowo       | półfinał                       |
| Grot Budowlani Łódź            | ćwierćfinał                    |
| ŁKS Commercecon Łódź           | ćwierćfinał                    |
| BKS Stal Bielsko-Biała         | ćwierćfinał                    |

| I liga 3 drużyny       | I liga 3 drużyny |
| ---------------------- | ---------------- |
| MKS SAN-Pajda Jarosław | półfinał         |
| WTS Solna Wieliczka    | 2. runda         |
| Energetyk Poznań       | 1. runda         |

| II liga 5 drużyn           | II liga 5 drużyn |
| -------------------------- | ---------------- |
| NOSiR Nowy Dwór Mazowiecki | ćwierćfinał      |
| Libero Aleksandrów Łódzki  | 2. runda         |
| Płomień Sosnowiec          | 1. runda         |
| Sparta Warszawa            | 1. runda         |
| Poprad Stary Sącz          | 1. runda         |

## Rozgrywki[1]

### 1. runda
| Data       | Drużyna 1                  | Wynik | Drużyna 2              | Sety                              |
| ---------- | -------------------------- | ----- | ---------------------- | --------------------------------- |
| 23.10.2019 | Libero Aleksandrów Łódzki  | 3:0   | Energetyk Poznań       | 25:23, 25:21, 25:21               |
| 23.10.2019 | NOSiR Nowy Dwór Mazowiecki | 3:0   | Sparta Warszawa        | 25:18, 25:12, 25:21               |
| 23.10.2019 | Płomień Sosnowiec          | 2:3   | WTS Solna Wieliczka    | 30:28, 21:25, 26:24, 23:25, 14:16 |
| 23.10.2019 | Poprad Stary Sącz          | 0:3   | MKS SAN-Pajda Jarosław | 17:25, 13:25, 16:25               |

### 2. runda
| Data       | Drużyna 1                 | Wynik | Drużyna 2                  | Sety                |
| ---------- | ------------------------- | ----- | -------------------------- | ------------------- |
| 13.11.2019 | Libero Aleksandrów Łódzki | 0:3   | NOSiR Nowy Dwór Mazowiecki | 17:25, 14:25, 21:25 |
| 13.11.2019 | MKS SAN-Pajda Jarosław    | 3:0   | WTS Solna Wieliczka        | 25:15, 25:15, 25:22 |

## Drabinka[2]
|  | Ćwierćfinały               | Ćwierćfinały               | Ćwierćfinały           |                        |                           | Półfinały                 | Półfinały | Półfinały |  |  | Finał | Finał | Finał |  |
|  |                            |                            |                        |                        |                           |                           |           |           |  |  |       |       |       |  |
|  | Grupa Azoty Chemik Police  | Grupa Azoty Chemik Police  | 3                      |                        |                           |                           |           |           |  |  |       |       |       |  |
|  | Grupa Azoty Chemik Police  | Grupa Azoty Chemik Police  | 3                      |                        |                           |                           |           |           |  |  |       |       |       |  |
|  | ŁKS Commercecon Łódź       | ŁKS Commercecon Łódź       | 0                      |                        |                           |                           |           |           |  |  |       |       |       |  |
|  | ŁKS Commercecon Łódź       | ŁKS Commercecon Łódź       | 0                      |                        | Grupa Azoty Chemik Police | Grupa Azoty Chemik Police | 3         |           |  |  |       |       |       |  |
|  |                            |                            |                        |                        | Grupa Azoty Chemik Police | Grupa Azoty Chemik Police | 3         |           |  |  |       |       |       |  |
|  |                            |                            | MKS SAN-Pajda Jarosław | MKS SAN-Pajda Jarosław | 0                         |                           |           |           |  |  |       |       |       |  |
|  | MKS SAN-Pajda Jarosław     | MKS SAN-Pajda Jarosław     | MKS SAN-Pajda Jarosław | MKS SAN-Pajda Jarosław | 0                         | 3                         |           |           |  |  |       |       |       |  |
|  | MKS SAN-Pajda Jarosław     | MKS SAN-Pajda Jarosław     |                        |                        |                           |                           |           |           |  |  |       |       |       |  |
|  | Grot Budowlani Łódź        | Grot Budowlani Łódź        | 2                      |                        |                           |                           |           |           |  |  |       |       |       |  |
|  | Grot Budowlani Łódź        | Grot Budowlani Łódź        | 2                      |                        | Grupa Azoty Chemik Police | Grupa Azoty Chemik Police | 3         |           |  |  |       |       |       |  |
|  |                            |                            |                        |                        |                           |                           |           |           |  |  |       |       |       |  |
|  |                            |                            | KS Developres Rzeszów  | KS Developres Rzeszów  | 2                         |                           |           |           |  |  |       |       |       |  |
|  | NOSiR Nowy Dwór Mazowiecki | NOSiR Nowy Dwór Mazowiecki | KS Developres Rzeszów  | KS Developres Rzeszów  | 2                         | 0                         |           |           |  |  |       |       |       |  |
|  | NOSiR Nowy Dwór Mazowiecki | NOSiR Nowy Dwór Mazowiecki |                        |                        |                           |                           |           |           |  |  |       |       |       |  |
|  | DPD Legionovia Legionowo   | DPD Legionovia Legionowo   | 3                      |                        |                           |                           |           |           |  |  |       |       |       |  |
|  | DPD Legionovia Legionowo   | DPD Legionovia Legionowo   | 3                      |                        | DPD Legionovia Legionowo  | DPD Legionovia Legionowo  | 0         |           |  |  |       |       |       |  |
|  |                            |                            |                        |                        | DPD Legionovia Legionowo  | DPD Legionovia Legionowo  | 0         |           |  |  |       |       |       |  |
|  |                            |                            | KS Developres Rzeszów  | KS Developres Rzeszów  | 3                         |                           |           |           |  |  |       |       |       |  |
|  | KS Developres Rzeszów      | KS Developres Rzeszów      | KS Developres Rzeszów  | KS Developres Rzeszów  | 3                         | 3                         |           |           |  |  |       |       |       |  |
|  | KS Developres Rzeszów      | KS Developres Rzeszów      |                        |                        |                           |                           |           |           |  |  |       |       |       |  |
|  | BKS Stal Bielsko-Biała     | BKS Stal Bielsko-Biała     | 0                      |                        |                           |                           |           |           |  |  |       |       |       |  |

### Ćwierćfinały[3]
| Data       | Godz. | Drużyna 1                  | Wynik | Drużyna 2                | 1     | 2     | 3     | 4     | 5     | Widzów | *      |
| ---------- | ----- | -------------------------- | ----- | ------------------------ | ----- | ----- | ----- | ----- | ----- | ------ | ------ |
| 12.02.2020 | 17:00 | MKS SAN-Pajda Jarosław     | 3:2   | Budowlani Łódź           | 25:22 | 25:20 | 22:25 | 34:36 | 15:10 |        | raport |
| 12.02.2020 | 17:30 | Grupa Azoty Chemik Police  | 3:0   | ŁKS Commercecon Łódź     | 25:18 | 25:11 | 25:16 |       |       |        | raport |
| 12.02.2020 | 19:00 | NOSiR Nowy Dwór Mazowiecki | 0:3   | DPD Legionovia Legionowo | 20:25 | 15:25 | 18:25 |       |       |        | raport |
| 12.02.2020 | 20:30 | KS Developres Rzeszów      | 3:0   | BKS Stal Bielsko-Biała   | 25:11 | 25:15 | 25:12 |       |       |        | raport |

### Półfinał
| Data       | Godz. | Drużyna 1              | Wynik | Drużyna 2                 | 1     | 2     | 3     | 4 | 5 | Widzów | *      |
| ---------- | ----- | ---------------------- | ----- | ------------------------- | ----- | ----- | ----- | - | - | ------ | ------ |
| 07.03.2020 | 14:45 | MKS SAN-Pajda Jarosław | 0:3   | Grupa Azoty Chemik Police | 16:25 | 13:25 | 18:25 |   |   |        | raport |
| 07.03.2020 | 18:00 | KS Developres Rzeszów  | 3:0   | DPD Legionovia Legionowo  | 25:21 | 26:24 | 25:16 |   |   |        | raport |

### Finał
| Data       | Godz. | Drużyna 1                 | Wynik | Drużyna 2             | 1     | 2     | 3     | 4     | 5     | Widzów | *      |
| ---------- | ----- | ------------------------- | ----- | --------------------- | ----- | ----- | ----- | ----- | ----- | ------ | ------ |
| 08.03.2020 | 14:45 | Grupa Azoty Chemik Police | 3:2   | KS Developres Rzeszów | 21:25 | 25:20 | 19:25 | 25:23 | 15:13 |        | raport |

## Nagrody indywidualne
| Nagroda                | Zawodniczka                  | Drużyna               |
| MVP                    | Gyselle Silva                | Chemik Police         |
| Najlepsza atakująca    | Alexandra Frantti            | KS DevelopRes Rzeszów |
| Najlepsza blokująca    | Zuzanna Efimienko-Młotkowska | KS DevelopRes Rzeszów |
| Najlepsza zagrywająca  | Alexandra Frantti            | KS DevelopRes Rzeszów |
| Najlepsza rozgrywająca | Marlena Kowalewska           | Chemik Police         |
| Najlepsza przyjmująca  | Jelena Blagojević            | KS DevelopRes Rzeszów |
| Najlepsza libero       | Paulina Maj-Erwardt          | Chemik Police         |